# Stenoperla hendersoni
Stenoperla hendersoni är en bäcksländeart som beskrevs av Mclellan 1996. Stenoperla hendersoni ingår i släktet Stenoperla och familjen Eustheniidae. Inga underarter finns listade i Catalogue of Life.